# Iglesia de San Pedro (Murcia)
La iglesia de San Pedro es una de las parroquias tradicionales del centro histórico de Murcia (Región de Murcia, España), situada entre la plaza del mismo nombre y la plaza de las Flores. 
Templo cuyos orígenes se remontan a la conquista de Murcia, aunque el edificio actual es fruto de una reconstrucción de principios del siglo XVII con reformas interiores llevadas a cabo en el XVIII. Guarda un importante patrimonio escultórico y retablístico en su interior.

## Historia
La Iglesia de San Pedro se encuentra situada en pleno corazón de Murcia. Templo originario de los primeros tiempos de dominación cristiana, se asienta sobre una antigua mezquita, convertida en iglesia tras la toma de la ciudad por Jaime I de Aragón en febrero de 1266. 
Escasas noticias se tienen de la primigenia Iglesia de San Pedro. El templo que podemos contemplar en la actualidad comenzó a construirse a principios del siglo XVII ante el estado de grave deterioro del inmueble precedente. La portada principal se dio por concluida en 1612, debiéndose a Diego de Ergueta. 
En ese mismo siglo estudió con los clérigos de San Pedro el médico y filósofo murciano Diego Mateo Zapata, y en 1699 fue el lugar del casamiento de Nicolás Salzillo e Isabel Alcaraz, padres de Francisco Salzillo.
En el siglo XVIII, durante el denominado siglo de oro murciano, en la parroquia se realizaron obras que afectaron fundamentalmente al interior, trabajos que dieron comienzo en 1732, durante el episcopado de Tomás José Ruiz Montes (1724-1741).
Desde 1753 es la sede de la Pontifica, Real y Venerable Cofradía del Santísimo Cristo de la Esperanza, María Santísima de los Dolores y del Santo Celo por la Salvación de las Almas, que desfila en la tarde noche de Domingo de Ramos.

## Arquitectura

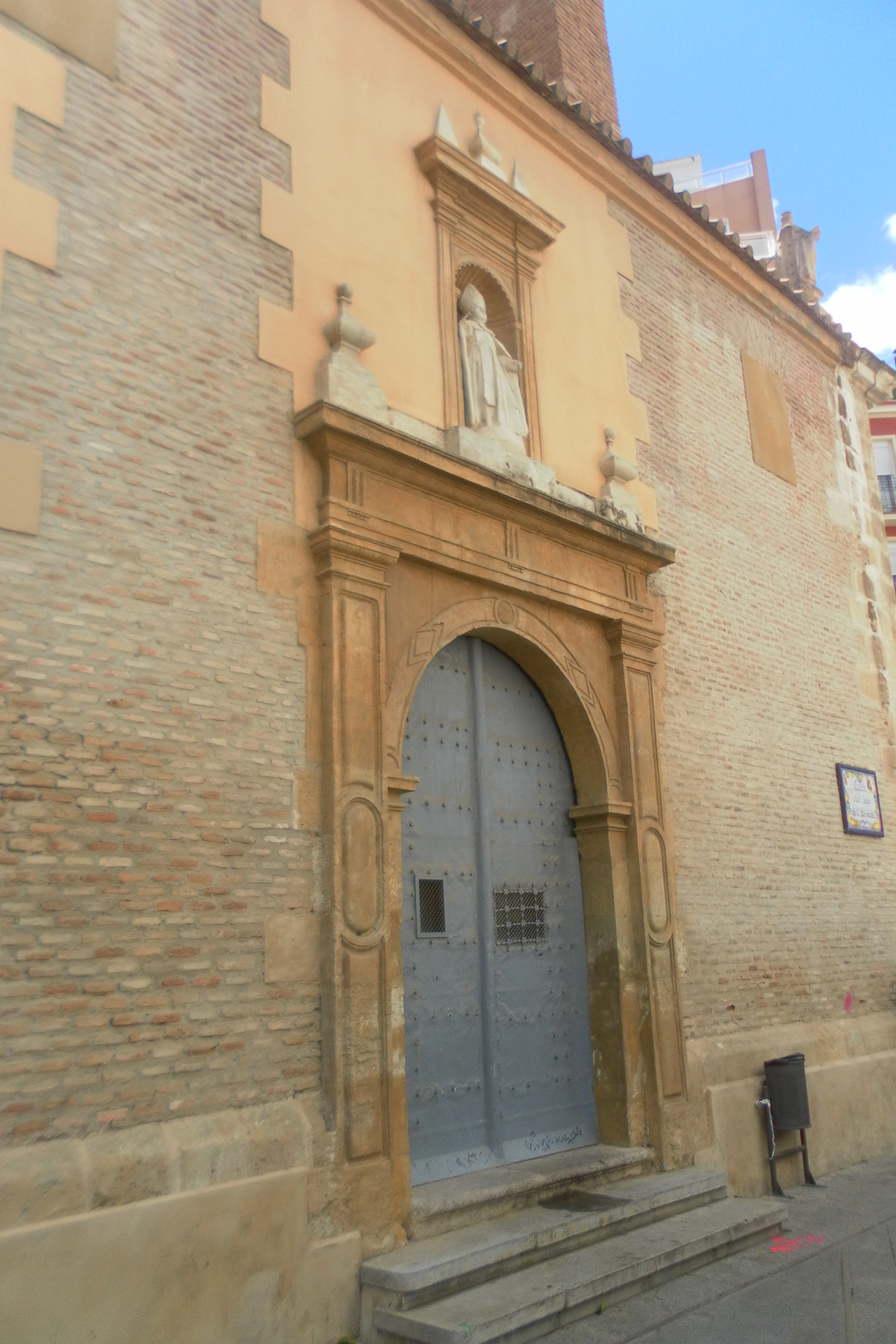
Portada lateral de la iglesia parroquial de San Pedro.

La planta del templo tiene rasgos característicos de las iglesias murcianas de la época, una sola nave con capillas laterales de arcos de medio punto en pilastras que se prolongan en la bóveda en arcos fajones, crucero y cabecera recta.
La fachada principal, conluida en 1612 por Diego de Ergueta, tiene rasgos heredados del renacimiento, evolucionado y adaptado por el barroco, característica que queda resaltada por los bocelones que enmarcan las puertas y ventanas. En ella predomina el geometrismo ante la presencia de molduras convexas que forman recuadros mixtilíneos.
En el centro de la misma destaca el escudo pontificio (en honor al santo titular del templo), en estilo barroco, coronando la fachada a izquierda y derecha por dos esculturas de San Pedro y San Pablo.
Mientras tanto, la cúpula cuenta con molduras mixtilíneas sobre el crucero decoradas con pinturas. El exterior de la misma se encuentra decorado con teja vidriada de colores coronada por una veleta en forma de gallo (animal relacionado con las negaciones de San Pedro). 
Posee una pequeña puerta lateral orientada sensiblemente al norte que da a la plaza de las Flores. Durante años, en su interior se instaló el retablo de la Virgen de Fátima, quedando inservible hasta su reciente recuperación como puerta del templo. Esta portada también se debe a Diego de Ergueta, es dórica y está rematada por una hornacina con un San Patricio.
La torre companario de San Pedro tiene una especial disposición al construirse en línea con la calle Jara Carrillo, lo que ha llevado a plantear la posibilidad de que en origen fuera un minarete reutilizado como campanario. De sus tres cuerpos, las similitudes del segundo a nivel estilístico y constructivo con el campanario de la iglesia del colegio de San Esteban, sugieren su datación a mediados del siglo XVI, siendo el último cuerpo un añadido del XVIII.

## Patrimonio

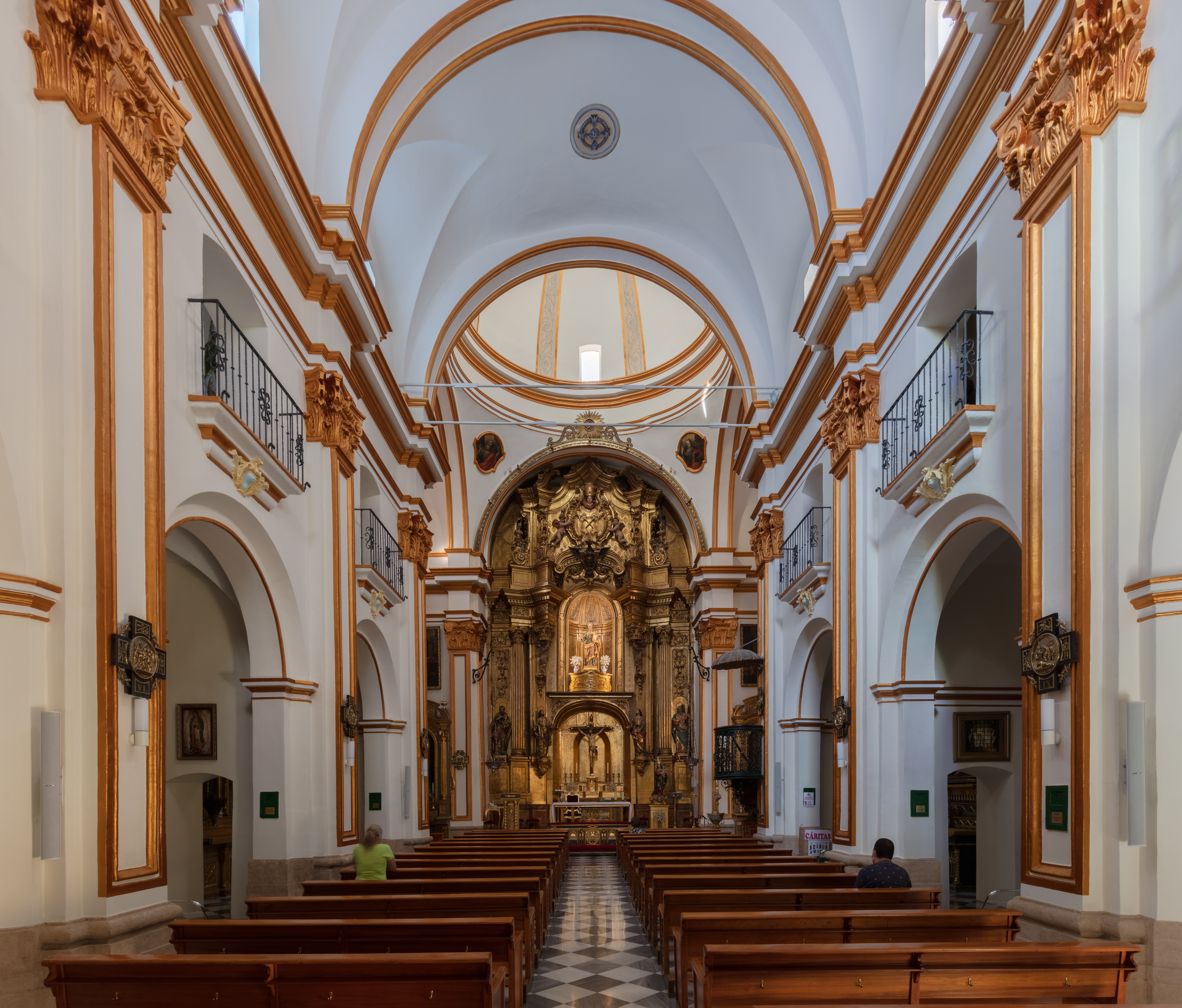
Vista de la nave de la iglesia de San Pedro, con el retablo mayor de Nicolás de Rueda.

En su interior podemos destacar su valioso retablo mayor, obra de Nicolás de Rueda comenzado en 1765. Pieza importante en la historia del retablo murciano y, aunque ya tardía, permite entrever la persistente influencia del imafronte o fachada principal de la Catedral de Murcia no sólo como esquema tipológico sino como fuente de ideas para los artistas que trabajaban en la ciudad del momento.
En el retablo campea el escudo de la ilustre familia Saavedra (a la que perteneció el diplomático y escritor murciano Saavedra Fajardo), ya que estos contaban con el patronato de la capilla mayor además del de la capilla de Santa Elena en esta misma parroquia.
En él hay dos importantes imágenes de Francisco Salzillo, el Cristo de la Esperanza (1755), titular de la Cofradía homónima, y el San Pedro arrepentido (1780), titular del templo que también desfila en procesión con dicha cofradía. En el retablo del lado derecho del crucero también se encuentra María Santísima de los Dolores, del mismo Salzillo (1756), cotitular de la Cofradía que cambió de composición en 1958 al pasar de estar arrodillada ante una cruz vacía a ir en pie siguiendo el modelo de Dolorosa tradicional de la escuela murciana. En una de la capillas laterales se encuentra también una de las obras más valiosas de la primera etapa del imaginero, Santa Bárbara, de 1730.
Los demás retablos del templo provienen de la posguerra puesto que los anteriores se perdieron durante la Guerra Civil. El patrimonio que hoy atesora la Iglesia de San Pedro se debe a la labor de la Junta de Protección del Patrimonio Artístico de Murcia, que guardó las referidas imágenes y el retablo mayor en la Catedral durante el conflicto.
En lo que se refiere a la pintura, a cada lado del crucero se encuentran dos lienzos del pintor barroco Senén Vila.